# Alfred Maria Willner
Alfred Maria Willner (ur. 11 lipca 1859 w Wiedniu, zm. 27 października 1929 tamże) – austriacki kompozytor, muzykolog i librecista. Jeden z najwybitniejszych librecistów II operetki wiedeńskiej.
Urodzony w Wiedniu, studiował prawo na Uniwersytecie Wiedeńskim, uzyskując tytuł doktora. Następnie pracował jako dziennikarz i kompozytor.
Zadebiutował w Hofoper baletem Rund und Wien. Wkrótce jednak z rozsądku, jak twierdził, poświęcił się pisaniu librett, uważając to zajęcie za lepiej płatne. Znany z wypowiedzi: Nic prostszego jak napisać operetkę - trzeba sobie pożyczyć temat i udać się do kawiarni, nad swoimi utworami pracował jednak mozolnie, miesiącami, cyzelując scenę po scenie, póki libretto nie nabrało ostatecznej, wymarzonej formy. Mimo że wydawał się raczej rzemieślnikiem niż artystą, niemal wszystko, co wychodziło spod jego pióra bardzo dobrze sprawdzało się na scenie, czyniąc zeń jednego z najważniejszych librecistów drugiego okresu operetki wiedeńskiej.
W początkach swej kariery librecisty nakłonił Johanna Straussa do napisania muzyki do swojego tekstu Bogini rozsądku (Die Göttin der Vernunft). Strauss pochłonięty grą w taroka miał skłonność do pozbywania się natrętów godząc się na ich propozycje i Willner wykorzystał tę jego słabość. Po przeczytaniu libretta Strauss próbował się wycofać z nieopatrznie podjętego zobowiązania, Willner jednak, dla którego współpraca z tak znakomitym kompozytorem stanowiła wymarzoną nobilitację, zagroził mu procesem sądowym i Strauss ustąpił, starając się tylko, by klęska nie była kompromitująca. Bogini rozsądku wystawiona w marcu 1897 roku nie odniosła jednak sukcesu. 
Po klęsce Bogini rozsądku Willner próbował, bez powodzenia zresztą, współpracować z Bayerem, Zamarą i Heubergerem. W 1907 roku odniósł sukces napisaną dla Leo Falla Księżniczką dolara. Jednak największe triumfy miał święcić tekstami pisanymi wspólnie z Robertem Bodanzky'm, a później z Heinzem Reichertem dla Lehára. W 1909 roku namówił swego współpracownika, aby przy okazji przerobić tekst Bogini rozsądku, z której porażką nie mógł się pogodzić. W ten sposób powstało najlepsze libretto Willnera, do którego muzykę napisał Lehár: Hrabia Luksemburg (1909). Trzykrotnie jeszcze odnosił wielkie sukcesy pisząc dla Lehára: Cygańskią miłością (1910) Skowronkiem (1918) i Frasquitą (1922). W 1911 roku, znalazłszy się w tarapatach finansowych, co zdarzało mu się często, zaproponował Heinrichowi Berthé libretto osnute na motywach biografii Schuberta: Domek trzech dziewcząt. Wystawiona w 1915 okazała się jedną z najczęściej granych operetek na świecie. Pisał dla wszystkich kompozytorów swej epoki, oprócz 7 tekstów dla Lehára i 6 dla Falla, napisał jeszcze dwa tuziny dalszych, dobrych librett dla Kálmána, Oskara Straussa, Eyslera, Nedbala, Granichstaedtena, Stolza, Reinhardta, Berthégo.

## Utwory
- Księżniczka dolara (Die Dollarprinzessin, 1907)[6]
- Hrabia Luksemburg (Der Graf von Luxemburg, 1909)
- Cygańska miłość (Zigeunerliebe, 1910)
- Ewa (Eva, 1911)
- Nareszcie sami (Endlich allein, 1914)[7]
- Domek trzech dziewcząt (Das Dreimäderlhaus, 1916)[3]
- Skowronek (Wo die Lerche singt, 1918)
- Frasquita (Frasquita, 1922)[7]